# Casa de Guisa
La Casa de Guisa (francés: Maison de Guise) fue una familia de la nobleza francesa, que alcanzó el apogeo de su poder en la segunda mitad del siglo XVI, destacando por su participación en las Guerras de Religión.
La Casa de Guisa, una rama menor de la casa de Lorena, fue fundada por Claudio de Lorena, quien en 1528 recibió el ducado de Guisa por parte del rey Francisco I de Francia. 
Los Guisa se distinguieron en el siglo XVI por liderar partido de la Liga Católica durante las Guerras de religión de Francia y su intolerancia hacia los protestantes, así como por la disputa junto a los Valois por la Corona.
Cuando el calvinista Enrique de Borbón se convirtió en heredero del trono en 1584, el entonces duque Enrique I de Guisa lo consideró inaceptable, lo que provocó una nueva guerra civil, la llamada de los tres Enriques, en la que Guisa, apoyado por Felipe II de España, se hizo con el control de París, convirtiéndose en gobernante de facto y llegando a ambicionar la corona real. 
El conflicto culminó con el asesinato del duque de Guisa a manos del rey Enrique III en 1588, crimen al que seguiría el regicidio del propio Enrique al año siguiente a manos de Jacques Clément.
El hermano menor del asesinado, el duque de Mayenne, se convirtió en el nuevo jefe de la Casa, mientras su sobrino el nuevo duque de Guisa, Carlos, fue propuesto para ocupar el trono francés, presumiblemente a través del matrimonio con la infanta española Isabel Clara Eugenia. Sin embargo, en enero de 1596, Enrique de Borbón se reconcilió con la Casa de Guisa.
La línea masculina directa de la casa de Guisa se extinguió en 1675 con la muerte prematura del VII duque de Guisa y más tarde en 1705, las posesiones de los Guisa fueron integradas en la Casa de Borbón-Condé.